# Theodoros Montzeleze
Theodoros Montzeleze (auch: Montseleze; griechisch Θεόδωρος Μοντσελέζε) von der Insel Zakynthos ist der nicht weiter bekannte Verfasser der Evjena, eines religiösen Dramas in griechischer Sprache, das erstmals 1646 in Venedig im Druck erschien.

## Schriften
- Mario Vitti, Giuseppe Spadaro (Hrsg.): Τραγωδία ονομαζομένη ΕΥΓΕΝΑ του Κυρ Θεοδώρου Μοντσελέζε 1646. Athen 1995.
- Mario Vitti (Hrsg.): Teodoro Montselese, Ευγένα. Istituto Universitario Orientale, Seminario di Greco Moderno 2, Neapel 1965.

| Personendaten    | Personendaten                                            |
| ---------------- | -------------------------------------------------------- |
| NAME             | Montzeleze, Theodoros                                    |
| ALTERNATIVNAMEN  | Montseleze, Theodoros; Μοντσελέζε, Θεόδωρος (griechisch) |
| KURZBESCHREIBUNG | Verfasser des Dramas "Evjena"                            |
| GEBURTSDATUM     | 17. Jahrhundert                                          |
| STERBEDATUM      | 17. Jahrhundert                                          |